# Андрија Радуловић (фудбалер)
Андрија Радуловић (Котор, 3. јула 2002) црногорски је фудбалер који тренутно наступа за бечки Рапид, на позајмици из Војводине.

## Каријера
Као рођени Которанин, Радуловић је фудбалом почео да се бави у локалном Бокељу. Тако је крајем 2014. проглашен најбољим младим фудбалером Јужне регије Црне Горе у протеклој години, као члан екипе петлића свог матичног клуба. Услед запажених партија које је пружао за млађе селекције Бокеља, Радуловић је прешао у београдску Црвену звезду. После додатне селекције играча коју је претрпела генерација за коју је наступао, Радуловић је са кадетском екипом Црвене звезде освојио титулу шампиона Србије у свом узрасту. Након преласка у омладински састав, нашао се међу неколико играча из генерације 2002. годишта који су средином јуна 2019. потписали професионалне уговоре са клубом.
Иако је у УЕФА Лиги младих дебитовао у сезони 2018/19, ушавши у игру уместо Борисава Бурмаза, у минималном поразу од одговарајуће селекције Париз Сен Жермена, Радуловић је током наредне сезоне одиграо 7 утакмица у том такмичењу. У групној фази такмичења, Радуловић је одиграо 5 утакмица, од чега је стрелац био на сусретима са омладинцима Тотенхема, односно Олимпијакоса. После сусрета са Шерифом из Тираспоља, у шеснаестини финала, коју је прошла након успешнијег извођења једанаестераца, Црвену звезду је у следећој фази такмичења елиминисао дански представник Мидтјиланд.
Услед прекида првенства Србије, због проглашеног ванредног стања, обустављена су сва спортска такмичења, док је на седници Фудбалског савеза Србије озваничен крај аматерских рангова и лига млађих категорија закључно са даном прекида. На тај начин је првопласирана Црвена звезда проглашена шампионом Омладинске лиге Србије, док је укинуто доигравање у Суперлиги Србије. Пошто је у правилник такмичења уведено обавезно коришћење бонус играча, спортски сектор Црвене звезде је одлучио да у наредном периоду пружи прилику полазницима сопствене омладинске школе. После победе против Рада, чиме је освојена шампионска титула, Радуловић је прикључен првом тиму, нашавши се у протоколу за 28. коло првенства Србије, против екипе сурдуличког Радника. На полувремену те утакмице у игру је ушао уместо Матеа Гарсије, а у 85. минуту постигао је погодак из једанаестерца. На 200. вечитом дербију, одиграном у полуфиналу Купа Србије, Радуловић је у игру ушао уместо Мирка Иванића у 77. минуту. Црвена звезда је елиминисана из тог такмичења после минималног пораза на стадиону у Хумској улици. У поразу Црвене звезде од екипе ТСЦ Бачке Тополе, на претпоследњем првенственом сусрету, одиграном на Градском стадиону у Сенти, Радуловић је у игру ушао у 71. минуту, уместо Вељка Николића. Неколико минута касније, асистирао је Немањи Милуновићу за једини погодак гостујућег састава на тој утакмици. У игру је ушао и на затварању сезоне, када је Црвена звезда победила новосадски Пролетер. После те утакмице, играчима је уручен пехар намењен шампиону државе, док су играчи, међу којима и Андрија Радуловић, награђени медаљама за освајање титуле у Суперлиги Србије.
Током првог дела наредне сезоне био је део прве екипе, а повремено је наступао и за омладински састав. У Лиги Европе дебитовао је у 4. колу групе Л, против Гента. Тада је на терену заменио Алексу Вукановића у 88. минуту сусрета који је завршен победом Црвене звезде. Међутим, услед санкција клуба а касније и проблема изазваних мононуклеозом, пропустио је остатак такмичарске године. Лета 2021. продужио је уговор са клубом у трајању до 2025. године, те је недуго затим прослеђен Графичару. Ту је током првог дела сезоне 2021/22. забележио учинак од 6 погодака и 3 асистенције на 18 одиграних утакмица у Првој лиги Србије. Потом је прошао зимске припреме са првим тимом Црвене звезде и касније лиценциран за наставак такмичења у Лиги Европе. Заједно са саиграчима из првог тима, Андрејом Ђурићем и Николом Станковићем, на неким утакмицама наступао је и за омладински састав. У јуну 2022. прослеђен је на позајмицу екипи Младости из Новог Сада. Позајмица је окончана крајем исте календарске године. За наставак такмичарске 2022/23. позајмљен је сурдуличком Раднику.
У јулу 2023. потписао је трогодишњи уговор са новосадском Војводином. До краја наредне календарске године одиграо је укупно 60 такмичарских утакмица и постигао 11 погодака уз 11 асистенција. У фебруару 2025. отишао на једногодишњу позајмицу у бечки Рапид. Откупна клаузула договорена је на 1,2 милиона евра. Погађао је на прве две утакмице по доласку у клуб.

## Репрезентација
У октобру 2016. године, селектор пионирске репрезентације Црне Горе, Обрен Сакић, објавио је списак играча за двомеч за одговарајућом екипом Мађарске наредног месеца, у ком је Радуловић дебитовао. Радуловић се, затим, у септембру наредне године нашао на списку селектора млађе кадетске селекције, Бориса Миличковића. За тај састав одиграо је 7 пријатељских утакмица, али је касније променио матични фудбалски савез и одлучио да наступа за кадетску репрезентацију Србије. Дебитовао је у двомечу са одговарајућом селекцијом Босне и Херцеговине, а затим је био у саставу и на квалификационим сусретима за Европско првенство. Милан Лешњак је у мају 2020. уврстио Радуловића на списак играча омладинске репрезентације Србије за мини-припреме у Суботици. Лешњак је Радуловића позвао и на окупљање селекције и мини припреме почетком септембра исте године, пред елит рунду квалификација. Селектор млађе младе репрезентације, Александар Рогић, уврстио је Радуловића на списак за пријатељски сусрет са Италијом у септембру 2021. Радуловић је на тој утакмицу дебитовао за екипу Србије узраста до 20 година старости која је остварила победу минималним резултатом. Средином марта 2022. Радуловић је уврштен на први списак новог селектора младе репрезентације, Горана Стевановића. Радуловић се у септембру исте године одазвао позиву Миодрага Вукотића у састав младе репрезентације Црне Горе. Дебитовао је у поразу на гостовању Аустрији, а три дана касније био двоструки стрелац у убедљивој победи над Малтом. Црна Гора је квалификациони циклус утакмица, у ком је Радуловић наступио два пута, окончала без пласмана на завршни турнир. У међувремену, Андрија се нашао на списку селектора Миодрага Радуловића за сусрете сениорске репрезентације Црне Горе током јуна 2023. По први пут је наступио на пријатељској утакмици са Чешком, ушавши у игру током другог полувремена.

## Анализа игре
Као играч пионирске селекције Бокеља, Радуловић је проглашен најбољим фудбалером Јужне регије Црне Горе у свом узрасту. Одатле је прешао у Црвену звезду, где је кроз неколико година постао један од носилаца игре своје генерације. Боље се сналази левом ногом и стасавао је на позицији левокрилног нападача, али је касније играо и на супротној страни терена, док га је у омладинској селекцији тренер Славољуб Ђорђевић користио и као лажну десетку. Тако је управо са тог места деловао у победи над екипом Тотенхема, када је постигао и погодак за свој тим. Током такмичења у УЕФА Лиги младих, Радуловић је на пет утакмица у групној фази постигао два поготка и уписао једну асистенцију, те је на тај начин остварио најконкретнији учинак у фази реализације своје екипе. Са 11 погодака и 8 асистенција, колико је забележио у такмичарској 2019/20, Радуловић је имао значајан утицај на игру екипе, а фигурирао је и као извођач слободних удараца.
У првом тиму Радуловић је дебитовао почетком јуна 2020. године, а задужио је дрес са бројем 49, који је претходно носио Немања Радоњић, такође крилни фудбалер, који је из Црвене звезде остварио уносан инострани трансфер. У медијима су из тог разлога прављења поређења са тим играчем, али и са Дејаном Савићевићем, некадашњим фудбалером Црвене звезде. На свом дебитантском наступу у сениорском фудбалу, Радуловић је реализовао једанаестерац.
Тренер Дејан Станковић је наредне сезоне Радуловића користио и на позицији левог бека. Најпре га је у 10. колу Суперлиге Србије, против крушевачког Напретка, увео у игру при резултату 3 : 0, уместо Милана Гајића који је играо на том месту. Два кола касније, Радуловић је почео сусрет са ивањичким Јавором на левој страни одбране своје екипе, као један од петорице бонус играча у саставу. После првог полувремена заменио га је стандардни леви бек Милан Родић.

Највише ми одговара офанзивна позиција, десног крила и полушпица, ту се осјећам најбоље. Исто тако прихватим и захтјеве тренера ако ме виде на некој другој позицији.

—Андрија Радуловић, септембар 2022.
У тексту који је објавио Калчомеркато, италијански фудбалски агент Андреа Лучани, Радуловића је описао као фудбалера сличних карактеристика оним које поседује Џердан Шаћири. Менаџер Игор Којић је у изјави за медије рекао да се Радуловић најбоље сналази на десном крилу, као и да може да одигра на позицији десетке. Дарјан Недељковић, новинар портала Моцартспорт писао је у јануару 2022. о идеји Дејана Станковића да Радуловића уиграва на месту левог спољног фудбалера у формацијама са три штопера. На тој позицији је наступао током зимских припрема са Црвеном звездом и Графичаром.

## Статистика

### Клупска
Ажурирано 18. марта 2025.
| Црвена звезда                | 2019/20. | Суперлига Србије    | 3   | 1  | 1  | 0 | — | — | — | — | 4   | 1  |  |  |
| Црвена звезда                | 2020/21. | Суперлига Србије    | 6   | 0  | 2  | 1 | 1 | 0 | — | — | 9   | 1  |  |  |
| Црвена звезда                | 2021/22. | Суперлига Србије    | 2   | 0  | 1  | 0 | 0 | 0 | — | — | 3   | 0  |  |  |
| Црвена звезда                | Укупно   | Укупно              | 11  | 1  | 4  | 1 | 1 | 0 | — | — | 16  | 2  |  |  |
|                              |          |                     |     |    |    |   |   |   |   |   |     |    |  |  |
| Графичар (позајмица)         | 2021/22. | Прва лига Србије    | 18  | 6  | 1  | 0 | — | — | — | — | 19  | 6  |  |  |
|                              |          |                     |     |    |    |   |   |   |   |   |     |    |  |  |
| Младост Нови Сад (позајмица) | 2022/23. | Суперлига Србије    | 17  | 4  | 1  | 0 | — | — | — | — | 18  | 4  |  |  |
|                              |          |                     |     |    |    |   |   |   |   |   |     |    |  |  |
| Радник Сурдулица (позајмица) | 2022/23. | Суперлига Србије    | 18  | 5  | 1  | 0 | — | — | 2 | 1 | 21  | 6  |  |  |
|                              |          |                     |     |    |    |   |   |   |   |   |     |    |  |  |
| Војводина                    | 2023/24. | Суперлига Србије    | 33  | 7  | 4  | 0 | 2 | 0 | — | — | 39  | 7  |  |  |
| Војводина                    | 2024/25. | Суперлига Србије    | 17  | 3  | 2  | 0 | 2 | 0 | — | — | 21  | 3  |  |  |
| Војводина                    | Укупно   | Укупно              | 50  | 10 | 6  | 0 | 4 | 0 | — | — | 60  | 10 |  |  |
|                              |          |                     |     |    |    |   |   |   |   |   |     |    |  |  |
| Рапид Беч (позајмица)        | 2024/25. | Бундеслига Аустрије | 4   | 2  | —  | — | 2 | 0 | — | — | 6   | 2  |  |  |
|                              |          |                     |     |    |    |   |   |   |   |   |     |    |  |  |
| Каријера                     | Каријера | Каријера            | 118 | 28 | 13 | 1 | 6 | 0 | 3 | 1 | 140 | 30 |  |  |
|                              |          |                     |     |    |    |   |   |   |   |   |     |    |  |  |

### Утакмице у дресу репрезентације
| Репрезентација Црне Горе у узрасту до 15 година старости | Репрезентација Црне Горе у узрасту до 15 година старости | Репрезентација Црне Горе у узрасту до 15 година старости | Репрезентација Црне Горе у узрасту до 15 година старости | Репрезентација Црне Горе у узрасту до 15 година старости | Репрезентација Црне Горе у узрасту до 15 година старости | Репрезентација Црне Горе у узрасту до 15 година старости | Репрезентација Црне Горе у узрасту до 15 година старости | Репрезентација Црне Горе у узрасту до 15 година старости | Репрезентација Црне Горе у узрасту до 15 година старости |
| #                                                        | Датум                                                    | Такмичење                                                | Локација                                                 | Домаћин                                                  | Резултат                                                 | Гост                                                     | Гол                                                      | Реф.                                                     |                                                          |
| -------------------------------------------------------- | -------------------------------------------------------- | -------------------------------------------------------- | -------------------------------------------------------- | -------------------------------------------------------- | -------------------------------------------------------- | -------------------------------------------------------- | -------------------------------------------------------- | -------------------------------------------------------- | -------------------------------------------------------- |
| 1.                                                       | 1. новембар 2016.                                        | Пријатељска утакмица                                     | Спортски центар ФСЦГ, Подгорица                          | Црна Гора                                                | 0 : 2                                                    | Мађарска                                                 |                                                          | [ 57 ]                                                   |                                                          |
| 2.                                                       | 3. новембар 2016.                                        | Пријатељска утакмица                                     | Спортски центар ФСЦГ, Подгорица                          | Црна Гора                                                | 3 : 4                                                    | Мађарска                                                 |                                                          | [ 58 ]                                                   |                                                          |
| 2                                                        | Укупан број утакмица и постигнутих погодака              | Укупан број утакмица и постигнутих погодака              | Укупан број утакмица и постигнутих погодака              | Укупан број утакмица и постигнутих погодака              | Укупан број утакмица и постигнутих погодака              | Укупан број утакмица и постигнутих погодака              | Укупан број утакмица и постигнутих погодака              |                                                          | [ 2 ]                                                    |

| Репрезентација Црне Горе у узрасту до 16 година старости | Репрезентација Црне Горе у узрасту до 16 година старости | Репрезентација Црне Горе у узрасту до 16 година старости | Репрезентација Црне Горе у узрасту до 16 година старости | Репрезентација Црне Горе у узрасту до 16 година старости | Репрезентација Црне Горе у узрасту до 16 година старости | Репрезентација Црне Горе у узрасту до 16 година старости | Репрезентација Црне Горе у узрасту до 16 година старости | Репрезентација Црне Горе у узрасту до 16 година старости | Репрезентација Црне Горе у узрасту до 16 година старости |
| #                                                        | Датум                                                    | Такмичење                                                | Локација                                                 | Домаћин                                                  | Резултат                                                 | Гост                                                     | Мин.                                                     | Гол                                                      | Реф.                                                     |
| -------------------------------------------------------- | -------------------------------------------------------- | -------------------------------------------------------- | -------------------------------------------------------- | -------------------------------------------------------- | -------------------------------------------------------- | -------------------------------------------------------- | -------------------------------------------------------- | -------------------------------------------------------- | -------------------------------------------------------- |
| 1.                                                       | 12. септембар 2017.                                      | Пријатељска утакмица                                     | Стадион ОФК Младост Љешкопоље, Подгорица                 | Црна Гора                                                | 2 : 3                                                    | Босна и Херцеговина                                      |                                                          | [ 110 ]                                                  |                                                          |
| 2.                                                       | 14. септембар 2017.                                      | Пријатељска утакмица                                     | Спортски центар ФСЦГ, Подгорица                          | Црна Гора                                                | 2 : 0                                                    | Босна и Херцеговина                                      |                                                          | [ 111 ]                                                  |                                                          |
| 3.                                                       | 20. новембар 2017.                                       | Мерцедес-Бенц Егеј куп                                   | Стадион Алтинорду академије, Алтинорду                   | Црна Гора                                                | 0 : 3                                                    | Русија                                                   |                                                          | [ 112 ]                                                  |                                                          |
| 4.                                                       | 23. новембар 2017.                                       | Мерцедес-Бенц Егеј куп                                   | Стадион Турк Озер, Кушадаси                              | Молдавија                                                | 2 : 0                                                    | Црна Гора                                                |                                                          | [ 113 ]                                                  |                                                          |
| 5.                                                       | 23. април 2018.                                          | Развојни турнир УЕФА                                     | Тренинг камп ФС Израела, Шефајим                         | Црна Гора                                                | 1 : 1                                                    | Молдавија                                                |                                                          | [ 114 ]                                                  |                                                          |
| 6.                                                       | 25. април 2018.                                          | Развојни турнир УЕФА                                     | Тренинг камп ФС Израела, Шефајим                         | Летонија                                                 | 1 : 3                                                    | Црна Гора                                                |                                                          | [ 115 ]                                                  |                                                          |
| 7.                                                       | 27. април 2018.                                          | Развојни турнир УЕФА                                     | Тренинг камп ФС Израела, Шефајим                         | Израел                                                   | 4 : 1                                                    | Црна Гора                                                |                                                          | [ 116 ]                                                  |                                                          |
| 7                                                        | Укупан број утакмица и постигнутих погодака              | Укупан број утакмица и постигнутих погодака              | Укупан број утакмица и постигнутих погодака              | Укупан број утакмица и постигнутих погодака              | Укупан број утакмица и постигнутих погодака              | Укупан број утакмица и постигнутих погодака              | Укупан број утакмица и постигнутих погодака              |                                                          | [ 2 ]                                                    |

| Репрезентација Србије у узрасту до 17 година старости | Репрезентација Србије у узрасту до 17 година старости | Репрезентација Србије у узрасту до 17 година старости | Репрезентација Србије у узрасту до 17 година старости | Репрезентација Србије у узрасту до 17 година старости | Репрезентација Србије у узрасту до 17 година старости | Репрезентација Србије у узрасту до 17 година старости | Репрезентација Србије у узрасту до 17 година старости | Репрезентација Србије у узрасту до 17 година старости | Репрезентација Србије у узрасту до 17 година старости |
| #                                                     | Датум                                                 | Такмичење                                             | Локација                                              | Домаћин                                               | Резултат                                              | Гост                                                  | Гол                                                   | Реф.                                                  |                                                       |
| ----------------------------------------------------- | ----------------------------------------------------- | ----------------------------------------------------- | ----------------------------------------------------- | ----------------------------------------------------- | ----------------------------------------------------- | ----------------------------------------------------- | ----------------------------------------------------- | ----------------------------------------------------- | ----------------------------------------------------- |
| 1.                                                    | 11. септембар 2018.                                   | Пријатељска утакмица                                  | Стадион ФК Будућност Бановићи, Бановићи               | Босна и Херцеговина                                   | 2 : 1                                                 | Србија                                                |                                                       | [ 61 ]                                                |                                                       |
| 2.                                                    | 13. септембар 2018.                                   | Пријатељска утакмица                                  | Градски стадион, Сребреник                            | Босна и Херцеговина                                   | 0 : 1                                                 | Србија                                                |                                                       | [ 62 ]                                                |                                                       |
| 3.                                                    | 30. септембар 2018.                                   | Квалификације за Европско првенство                   | Будафок, Будимпешта                                   | Србија                                                | 2 : 1                                                 | Литванија                                             |                                                       | [ 117 ]                                               |                                                       |
| 4.                                                    | 3. октобар 2018.                                      | Квалификације за Европско првенство                   | Стадион Шалвар Варош                                  | Србија                                                | 2 : 2                                                 | Румунија                                              |                                                       | [ 118 ]                                               |                                                       |
| 5.                                                    | 6. октобар 2018.                                      | Квалификације за Европско првенство                   | Стадион Глобал Парк, Телки                            | Мађарска                                              | 1 : 0                                                 | Србија                                                |                                                       | [ 119 ]                                               |                                                       |
| 6.                                                    | 27. новембар 2018.                                    | Пријатељска утакмица                                  | Крајова, Румунија                                     | Румунија                                              | 0 : 1                                                 | Србија                                                |                                                       | [ 120 ]                                               |                                                       |
| 7.                                                    | 29. новембар 2018.                                    | Пријатељска утакмица                                  | Крајова, Румунија                                     | Румунија                                              | 1 : 2                                                 | Србија                                                |                                                       | [ 121 ]                                               |                                                       |
| 7                                                     | Укупан број утакмица и постигнутих погодака           | Укупан број утакмица и постигнутих погодака           | Укупан број утакмица и постигнутих погодака           | Укупан број утакмица и постигнутих погодака           | Укупан број утакмица и постигнутих погодака           | Укупан број утакмица и постигнутих погодака           | Укупан број утакмица и постигнутих погодака           |                                                       |                                                       |

| Репрезентација Србије у узрасту до 20 година старости | Репрезентација Србије у узрасту до 20 година старости | Репрезентација Србије у узрасту до 20 година старости | Репрезентација Србије у узрасту до 20 година старости | Репрезентација Србије у узрасту до 20 година старости | Репрезентација Србије у узрасту до 20 година старости | Репрезентација Србије у узрасту до 20 година старости | Репрезентација Србије у узрасту до 20 година старости | Репрезентација Србије у узрасту до 20 година старости | Репрезентација Србије у узрасту до 20 година старости |
| #                                                     | Датум                                                 | Такмичење                                             | Локација                                              | Домаћин                                               | Резултат                                              | Гост                                                  | Гол                                                   | Реф.                                                  |                                                       |
| ----------------------------------------------------- | ----------------------------------------------------- | ----------------------------------------------------- | ----------------------------------------------------- | ----------------------------------------------------- | ----------------------------------------------------- | ----------------------------------------------------- | ----------------------------------------------------- | ----------------------------------------------------- | ----------------------------------------------------- |
| 1.                                                    | 6. септембар 2021.                                    | Пријатељска утакмица                                  | Стадион Теофило Патини, Кастел ди Сангро              | Италија                                               | 0 : 1                                                 | Србија                                                |                                                       | [ 67 ]                                                |                                                       |
| 1                                                     | Укупан број утакмица и постигнутих погодака           | Укупан број утакмица и постигнутих погодака           | Укупан број утакмица и постигнутих погодака           | Укупан број утакмица и постигнутих погодака           | Укупан број утакмица и постигнутих погодака           | Укупан број утакмица и постигнутих погодака           | 0                                                     |                                                       |                                                       |

| Репрезентација Црне Горе у узрасту до 21 године старости | Репрезентација Црне Горе у узрасту до 21 године старости | Репрезентација Црне Горе у узрасту до 21 године старости | Репрезентација Црне Горе у узрасту до 21 године старости | Репрезентација Црне Горе у узрасту до 21 године старости | Репрезентација Црне Горе у узрасту до 21 године старости | Репрезентација Црне Горе у узрасту до 21 године старости | Репрезентација Црне Горе у узрасту до 21 године старости | Репрезентација Црне Горе у узрасту до 21 године старости | Репрезентација Црне Горе у узрасту до 21 године старости |
| #                                                        | Датум                                                    | Такмичење                                                | Локација                                                 | Домаћин                                                  | Резултат                                                 | Гост                                                     | Мин.                                                     | Гол                                                      | Реф.                                                     |
| -------------------------------------------------------- | -------------------------------------------------------- | -------------------------------------------------------- | -------------------------------------------------------- | -------------------------------------------------------- | -------------------------------------------------------- | -------------------------------------------------------- | -------------------------------------------------------- | -------------------------------------------------------- | -------------------------------------------------------- |
| 1.                                                       | 23. септембар 2022.                                      | Пријатељска утакмица                                     | Стадион Натурарена, Беч                                  | Аустрија                                                 | 5 : 1                                                    | Црна Гора                                                |                                                          | [ 122 ]                                                  |                                                          |
| 2.                                                       | 26. септембар 2022.                                      | Пријатељска утакмица                                     | Стадион Сентенари, Та Кали                               | Малта                                                    | 0 : 6                                                    | Црна Гора                                                | Гол · Гол                                                | [ 123 ]                                                  |                                                          |
| 3.                                                       | 17. новембар 2022.                                       | Пријатељска утакмица                                     | ДГ арена, Подгорица                                      | Црна Гора                                                | 0 : 1                                                    | Словенија                                                |                                                          | [ 124 ]                                                  |                                                          |
| 4.                                                       | 20. новембар 2022.                                       | Пријатељска утакмица                                     | Стадион под Горицом, Подгорица                           | Црна Гора                                                | 4 : 2                                                    | Албанија                                                 |                                                          | [ 125 ]                                                  |                                                          |
| 5.                                                       | 24. март 2023.                                           | Пријатељска утакмица                                     | Градски стадион, Велика Горица                           | Кина                                                     | 1 : 2                                                    | Црна Гора                                                |                                                          | [ 126 ]                                                  |                                                          |
| 6.                                                       | 7. јун 2024.                                             | Квалификације за Европско првенство                      | ДГ арена, Подгорица                                      | Црна Гора                                                | 1 : 0                                                    | Албанија                                                 |                                                          | [ 127 ]                                                  |                                                          |
| 7.                                                       | 6. септембар 2024.                                       | Квалификације за Европско првенство                      | Стадион Еуђен Попеску, Трговиште                         | Румунија                                                 | 1 : 0                                                    | Црна Гора                                                |                                                          | [ 128 ]                                                  |                                                          |
| 7                                                        | Укупан број утакмица и постигнутих погодака              | Укупан број утакмица и постигнутих погодака              | Укупан број утакмица и постигнутих погодака              | Укупан број утакмица и постигнутих погодака              | Укупан број утакмица и постигнутих погодака              | Укупан број утакмица и постигнутих погодака              | 2                                                        |                                                          |                                                          |

| Фудбалска репрезентација Црне Горе | Фудбалска репрезентација Црне Горе          | Фудбалска репрезентација Црне Горе          | Фудбалска репрезентација Црне Горе          | Фудбалска репрезентација Црне Горе          | Фудбалска репрезентација Црне Горе          | Фудбалска репрезентација Црне Горе          | Фудбалска репрезентација Црне Горе | Фудбалска репрезентација Црне Горе | Фудбалска репрезентација Црне Горе |
| #                                  | Датум                                       | Такмичење                                   | Локација                                    | Домаћин                                     | Резултат                                    | Гост                                        | Мин.                               | Гол                                | Реф.                               |
| ---------------------------------- | ------------------------------------------- | ------------------------------------------- | ------------------------------------------- | ------------------------------------------- | ------------------------------------------- | ------------------------------------------- | ---------------------------------- | ---------------------------------- | ---------------------------------- |
| 1.                                 | 20. јун 2023.                               | Пријатељска утакмица                        | Стадион под Горицом, Подгорица              | Црна Гора                                   | 1 : 4                                       | Чешка                                       |                                    | [ 74 ]                             |                                    |
| 2.                                 | 12. октобар 2023.                           | Пријатељска утакмица                        | Стадион под Горицом, Подгорица              | Црна Гора                                   | 3 : 2                                       | Либан                                       |                                    | [ 129 ]                            |                                    |
| 3.                                 | 19. новембар 2023.                          | Квалификације за Европско првенство         | Пушкаш арена, Будимпешта                    | Мађарска                                    | 3 : 1                                       | Црна Гора                                   |                                    | [ 130 ]                            |                                    |
| 4.                                 | 14. октобар 2024.                           | Лига нација                                 | Стадион Кардиф сити, Кардиф                 | Велс                                        | 1 : 0                                       | Црна Гора                                   |                                    | [ 131 ]                            |                                    |
| 5.                                 | 16. новембар 2024.                          | Лига нација                                 | Стадион крај Бистрице, Никшић               | Црна Гора                                   | 0 : 2                                       | Исланд                                      |                                    | [ 132 ]                            |                                    |
| 6.                                 | 25. март 2025.                              | Квалификације за Светско првенство          | Стадион крај Бистрице, Никшић               | Црна Гора                                   | 1 : 0                                       | Фарска Острва                               |                                    | [ 133 ]                            |                                    |
| 6                                  | Укупан број утакмица и постигнутих погодака | Укупан број утакмица и постигнутих погодака | Укупан број утакмица и постигнутих погодака | Укупан број утакмица и постигнутих погодака | Укупан број утакмица и постигнутих погодака | Укупан број утакмица и постигнутих погодака | 0                                  | [ 134 ]                            |                                    |

## Трофеји и награде
Црвена звезда
- Суперлига Србије (3): 2019/20,[39] 2020/21,[135] 2021/22.[136]
- Куп Србије (2): 2020/21,[137] 2021/22.[138]

## Збирни извори
1. ↑  [3][15][16]
2. ↑  [29][30][31][32][33][5][34]
3. ↑  [42][43][44]
4. ↑  [16][75][76][77][78][79][80][81]
5. ↑  [33][82][83][84][85][86][87][88]
6. ↑  [27][81][84]
7. ↑  [91][92][93]
8. ↑  [104][105]